# ۲۳ ژانویه
۲۳ ژانویه در تقویم گرگوری، بیست و سومین روز سال است. ۳۴۲ روز (در سال‌های کبیسه ۳۴۳روز) تا پایان سال باقی است.

## رویدادها
- ۳۹۳ - تئودئوس یکم، امپراتور روم، فرزند هشت سالهٔ خود، هونوریوس، را شریک امپراتور می‌کند.
- ۱۵۵۶ - مرگ‌آورترین زلزله تاریخ، زمین‌لرزه شاآنشی، در شاآنشی، چین رخ می‌دهد. آمار مرگ ممکن است تا ۸۳۰٬۰۰۰ نفر رسیده باشد.
- ۱۷۱۹ - شاهزاده نشین لیختن‌اشتاین در امپراتوری مقدس روم تشکیل می‌شود.
- ۱۷۹۳ - لهستان برای بار دوم تجزیه شد.
- ۱۸۴۹ - الیزابت بلکول با دریافت مدرک دکترای پزشکی از کالج پزشکی ژنوا ژنوا، نیویورک، اولین پزشک زن در ایالات متحده آمریکا می‌شود.
- ۱۹۱۹ - حزب فاشیست ایتالیا توسط موسولینی تأسیس شد.
- ۱۹۲۰ - هلند در برابر درخواست بازپس دادن ویلهلم دوم قیصر آلمان به متفقین در جنگ جهانی اول سرباز زد.
- ۱۹۳۷ - در مسکو ۱۷ رهبر کمونیست به اتهام همکاری در توطئه لئون تروتسکی برای سرنگونی حکومت ژوزف استالین و ترور رهبرانش، محاکمه می‌شوند.
- ۱۹۴۳ - در جریان جنگ دوم جهانی قوای بریتانیا شهر طرابلس در لیبی را از اشغال متحدین آزاد کردند.
- ۱۹۵۳ - قوای مشترک آمریکا و استرالیا نیروهای ژاپنی را در پاپوآ شکست دادند.
- ۱۹۵۰ - کنست، اورشلیم را به عنوان پایتخت اسرائیل تصویب می‌کند.
- ۱۹۵۳ - پس از قیام عمومی در ونزوئلا، رئیس‌جمهور مارکو پرز خیمنز این کشور را ترک کرد.
- ۱۹۶۳ - با حمله پارتیزان‌ها به پایگاه پرتغالی‌ها رسماً جنگ استقلال گینه بیسائو آغاز شد.
- ۱۹۶۷ - روابط دیپلماتیک بین اتحاد جماهیر شوروی و کشور ساحل عاج برقرار شد.
- ۱۹۶۸ - کره شمالی کشتی یواس‌اس پوبلو را به اتهام جاسوسی توقیف کرد.
- ۱۹۷۳ - ریچارد نیکسون رئیس‌جمهور وقت ایالات متحده اعلام کرد مذاکرات صلح در ویتنام به نتیجه رسیده است.
- ۱۹۸۶ - تالار مشاهیر راک اند رول اولین اعضای خود را معرفی می‌کند: لیتل ریچارد، چاک بری، جیمز براون، ری چارلز، فتز دومینو، برادران اورلی، بادی هالی، جری لی لوئیس و الویس پریسلی.
- ۱۹۹۷ - مادلین آلبرایت به عنوان نخستین زن وزیر امور خارجه آمریکا شد.
- ۲۰۰۲ - دانیل پرل خبرنگار در کراچی، پاکستان ربوده شده و نهایتاً کشته می‌شود.
- ۲۰۰۳ - آخرین سیگنال بسیار ضعیف از پایونیر۱۰ دریافت شد و از این پس دیگر هیچ ارتباطی از این کاوشگر با زمین برقرار نگردید.

## زادروزها
- ۱۷۵۲ - موتزیو کلمنتی، نقاش، آهنگساز و رهبر ارکستر ایتالیایی (م. ۱۸۲۳)
- ۱۷۸۳ - استاندال، نویسنده فرانسوی (م. ۱۸۴۲)
- ۱۸۲۸ - سایگو تاکاموری، سامورایی ژاپنی (م. ۱۸۷۷)
- ۱۸۳۲ - ادوار مانه، نقاش فرانسوی (م. ۱۸۸۳)
- ۱۸۴۰ - ارنست کارل آبه، فیزیک‌دان آلمانی (م. ۱۹۰۵)
- ۱۸۵۵ - جان برونینگ، طراح سلاح آمریکایی، مؤسس شرکت اسلحه‌سازی برونینگ (م. ۱۹۲۶)
- ۱۸۶۲ - داوید هیلبرت، ریاضی‌دان آلمانی (م. ۱۹۴۳)
- ۱۸۷۲ - پل لانژون، فیزک‌دان فرانسوی (م. ۱۹۴۶)
- ۱۸۷۶ - اوتو دایلز، شیمی‌دان آلمانی، برنده جایزه نوبل شیمی (م. ۱۹۵۴)
- ۱۸۹۷ - سبهاش چندر بوس، سیاستمدار و فعال سیاسی هندی (م. ۱۹۴۵)
- ۱۸۹۸ - سرگئی آیزنشتاین، کارگردان روس (م. ۱۹۴۸)
- ۱۸۹۸ - راندولف اسکات، بازیگر آمریکایی (م. ۱۹۸۷)
- ۱۹۰۷ - هیدکی یوکاوا، فیزک‌دان ژاپنی، برنده جایزه نوبل فیزیک (م. ۱۹۸۱)
- ۱۹۱۰ - جنگو راینهارت، گیتاریست و آهنگساز بلژیکی (م. ۱۹۵۳)
- ۱۹۱۵ - آرتور لوئیس، اقتصاددان سنت لوسیایی، برنده جایزه نوبل اقتصاد (م. ۱۹۹۱)
- ۱۹۱۹ - باب پیزلی، فوتبالیست و مدیر انگلیسی (م. ۱۹۹۶)
- ۱۹۲۸ - ژن مورو، خواننده، بازیگر، نمایش‌نامه‌نویس و کارگردان فرانسوی
- ۱۹۲۹ - چارلز پولانی، شیمی‌دان کانادایی، برنده جایزه نوبل شیمی
- ۱۹۳۵ - درک والکوت، شاعر و نمایش‌نامه‌نویس سنت لوسیایی
- ۱۹۳۹ - سونی چیبا، بازیگر و رزمی‌کار ژاپنی
- ۱۹۴۴ - روتخر هاور، بازیگر هلندی
- ۱۹۴۶ - بوریس برزوفسکی، ریاضی‌دان و تاجر روس-انگلیسی
- ۱۹۴۷ - تام کارپر، سیاستمدار آمریکایی، ۷۱مین فرماندار دلاویر
- ۱۹۵۳ - آلیستر مک‌گرات، کشیش، نظریه‌پرداز ایرلندی
- ۱۹۶۲ - ریچارد روکسبرگ، بازیگر استرالیایی
- ۱۹۶۷ - نعیم سلیمان‌اوغلو، وزنه‌بردار ترک-بلژیکی
- ۱۹۶۹ - آندری کانچلسکیس، فوتبالیست اکراینی-روس
- ۱۹۷۲ - مارسل وودا، شناگر هلندی
- ۱۹۸۴ - آرین روبن، فوتبالیست هلندی
- ۱۹۸۵ - داوتسن کروس، مدل و بازیگر هلندی

## مرگ‌ها
- ۱۰۰۲ - اتوی سوم، امپراتور روم مقدس (ت. ۹۸۰)
- ۱۱۶۵ - شاه غازی رستم اسپهبد باوندیان طبرستان (ت. ۱۱۰۵)
- ۱۵۱۶ - فرناندوی دوم، پادشاه آراگون (ت. ۱۴۵۲)
- ۱۵۶۷ - چیاچینگ، امپراتور چین (ت. ۱۵۰۷)
- ۱۶۲۲ - ویلیام بافن، کاشف و دریانورد انگلیسی
- ۱۸۰۶ - ویلیام پیت جوان‌تر، سیاستمدار انگلیسی، نخست‌وزیر بریتانیا (ت. ۱۷۵۹)
- ۱۸۳۷ - جان فیلد، نقاش و آهنگساز ایرلندی (ت. ۱۷۸۲)
- ۱۸۸۳ - گوستاو دوره، قلم‌زن و طراح فرانسوی (ت. ۱۸۳۲)
- ۱۸۹۳ - خوزه زوریلا، شاعر و نمایش‌نامه‌نویس اسپانیایی (ت. ۱۸۱۷)
- ۱۸۹۳ - لوسیوس کیو. سی. لمار، وکیل و سیاستمدار آمریکایی (ت. ۱۸۲۵)
- ۱۹۴۴ - ادوارد مونک، نقاش نروژی (ت. ۱۸۶۳)
- ۱۹۸۱ - ساموئل باربر، آهنگساز آمریکایی (ت. ۱۹۱۰)
- ۱۹۸۴ - معین بسیسو، شاعر فلسطینی (ت. ۱۹۲۶)
- ۱۹۸۹ - سالوادور دالی، نقاش اسپانیایی (ت. ۱۹۰۴)
- ۱۹۹۱ - نورتروپ فرای، بازیگر و منتقد کانادایی (ت. ۱۹۱۲)
- ۲۰۰۲ - پیر بوردیو، جامعه‌شناس فرانسوی (ت. ۱۹۳۰)
- ۲۰۰۲ - رابرت نوزیک، فیلسوف آمریکایی (ت. ۱۹۳۸)
- ۲۰۰۴ - هلموت نیوتن، عکاس آلمانی-استرالیایی (ت. ۱۹۲۰)
- ۲۰۰۷ - ریشارد کاپوشینسکی، روزنامه‌نگار و نویسنده لهستانی (ت. ۱۹۳۲)
- ۲۰۱۵ - ملک عبدالله بن عبدالعزیز آل سعود، ششمین پادشاه عربستان سعودی و نوزهمین فرمانروا از خاندان آل سعود (زاده ۱۹۲۴)